# Котяково

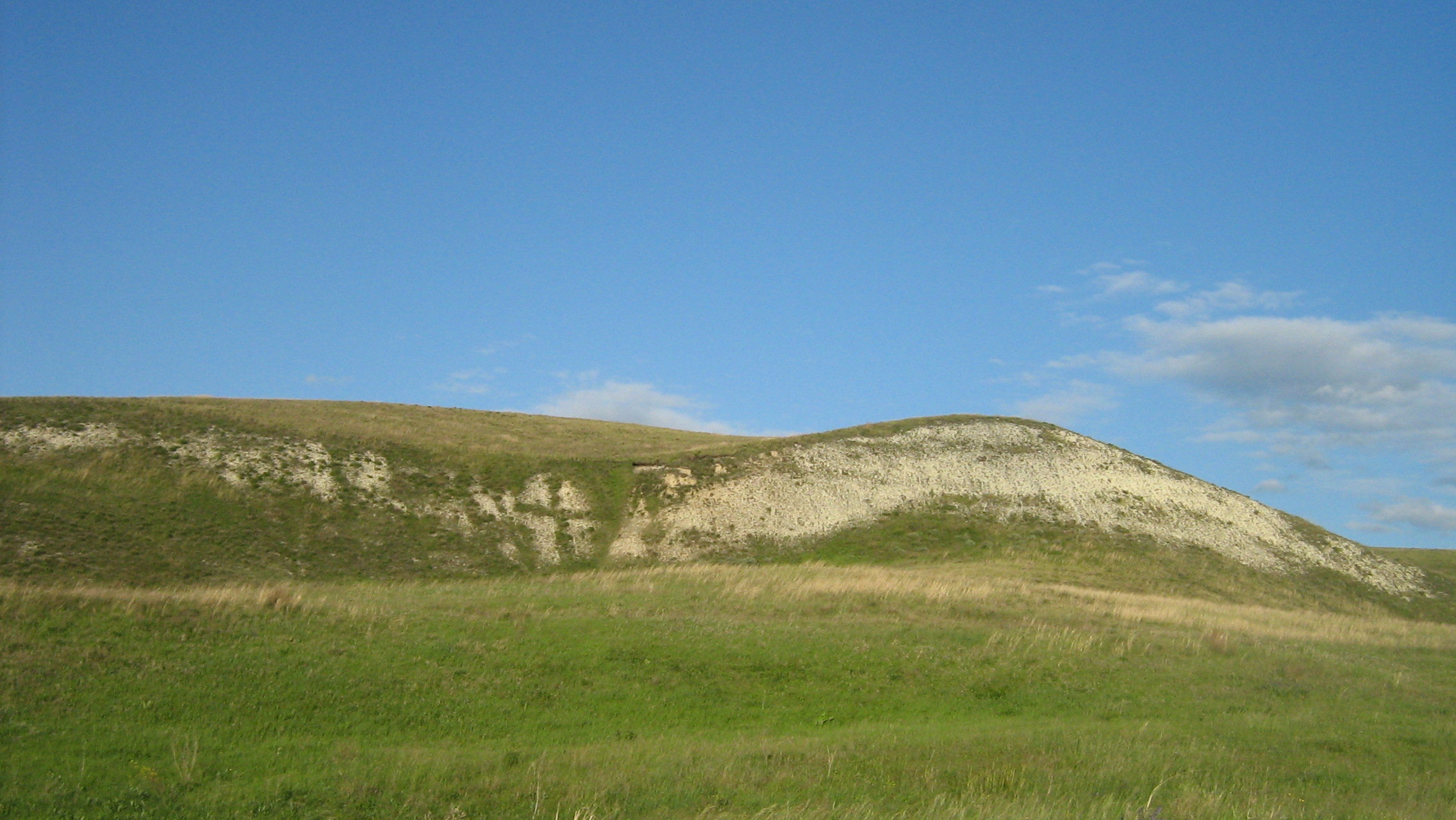
Вид Семишной горы, село Котяково

Котяково́ (1647—1780 г. — село Котяково, 1780—1796 гг. — город Котяков, с 1796 г. по настоящее время — село Котяково) — село в Горенском сельском поселении Карсунского района Ульяновской области (бывшей Горинской волости Карсунского уезда Симбирской губернии).

## География
Расположено на правом берегу реки Суры, в устье речки Горенки, в 22 км северо-западнее Карсуна и в 119 км западнее Ульяновска (по автотрассе). Площадь населённого пункта в 2010 г. — 106,5 га.

## Население
| 2010 |
| ---- |
| 102  |

## Название
По преданиям, поселение основано мордвином Котяком выходцем из деревни Налитовой (ныне деревня Налитово Инзенского района (но эта версия ошибочная так как деревня была основана намного позже села), по другим сведениям — из села Налитово (ныне, с 1966 — Пуркаево) Алатырского уезда, ещё до строительства в середине XVII века Симбирско-Карсунской засечной черты и массовой колонизации края.
По другой версии, названа от древнеславянских слов «котец», «котяк» — запруда на реках для ловли рыбы.

## История
Село известно с начала XVII века.
Первое упоминание о Котякове на реке Суре относится к 1614 году в писцовой книге 1624—1626 гг., которое относилось к Верхосурскому стану Алатырскому уезду.
После 1670 года от Котякова на Суре отпочковалась Котяковка на Барыше, ныне д. Котяковка.
В Писцовых книгах Ивана Вельяминова за 1675—78 гг. упоминается, как деревня Котякова на реке Суре, а в ней живёт ясашная посопная мордва.
По указу Екатерины II 15 сентября 1780 года село было преобразовано в уездный город Котяков Симбирского наместничества.
В 1796 году Котяковский уезд был упразднён, а город вновь стал селом.
В конце XIX веке в селе проживало 693 жителя.

### Разинский бунт
Котяково упоминается в документах, относящихся к Крестьянской войне 1670-1671 годов под предводительством Степана Разина. В начале сентября 1670 года, находясь у стен Симбирска, Разин отправил специальные казачьи отряды — «загонщиков» к жителям края с призывами вступать в его армию. После разгрома разинцев под Симбирском воевода Барятинский двинулся по Симбирско-Карсунской черте. 12 и 18 ноября разбил мятежников около Усть-Уреня. Уцелевшие разинцы рассеялась по окрестностям, уходили в леса и делали засеки и крепости с бревенчатыми стенами, валами и рвами. Князь Юрий Барятинский остановился со всем войском в Котякове и здесь зимой 1670—1671 годов вёл расправу над захваченными разинцами. «Устрашенные мятежники после этого начали смиряться и выслали депутации в Котяков с изъявлением покорности и обещаний, что ни к каким воровским прелестям вперед приставать не будут. Барятинский, довольствуясь их клятвами, вскоре затем выступил из Котякова в Алатырь». Вскоре после этих событий в 1671 году прихожанами была построена первая в Котяково церковь во имя Архистратига Михаила.

### Город Котяков

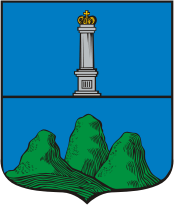
Герб города Котяков (1780) Симбирского наместничества.

По указу Императрицы Екатерины II от 15 сентября 1780 года село Котяково назначается уездным городом Котяков — центр Котяковского уезда Симбирского наместничества. В городе были открыты: «присутственные места: Уездный суд, Дворянская опека, Городническое правление, Нижний земский суд и Уездное казначейство». Уезд насчитывал 89 сел и деревень с населением в 60 тысяч человек. Здесь имелись два винокуренных завода и 40 мельниц. Герб Котякова был утвержден 22 декабря 1780 года вместе с другими гербами городов Симбирского наместничества. Он представляет собой голубого поля щит, разделённый продольной чертой на две части. В верхней — герб Симбирский (колонна, увенчанная императорской короной), в нижней — «три зеленые горы в голубом поле, которые в натуре в самом деле при сём городе находятся».
В Топографическом описании Симбирского наместничества, составленном в 1785 году T.Г. Масленицким о городе Котякове приводятся такие сведения:
Описание города Котякова. Город Котяков лежит под 64-м градусом, 18 1/2 минутами долготы и под 54-м градусом и 19 2/3 минутами северной широта. Расстоянием от смежных к нему уездных городов, Пензенского наместничества: от Саранска 110; здешней губернии от Ардатова 74, от Алатыря 67, от Буинска 136, от Тагая 64, от Карсуна 20; от губернского города Симбирска 114; от Москвы через Ардатов и Арзамас 674; от Санкт-Петербурга через Москву 1412 верст. Положение своё имеет на правой нагорной стороне реки Суры, у подошвы трех гор, окружающих его от полудня при впадении в Суру речки Горенки; расстоянием от идущей из Симбирска к столицам дороги, где пересекает она реку Суру в 20 верстах вверх по её течению. С полуночной стороны обливает его река Сура, а за нею продолжаются пойменные с лесом болотные и луговые места; с восточной вьшепомянутые три горы; с полуденной и западной, около вершин Елшанки и речки Горенки — пашенными землями, у подошвы коих находится речка Елшанка, впадающая в Суру. Местное положение его ровное и низкое, простирается в длину 450, в ширину 110 сажен; в окружности 2 версты 121 сажен. Фигурою продолговатого четвероугольника, немного изогнутого. Город состоит ныне из двух слобод, разделенных речкой Горенкою, из которых лежащая вверх по Суре называется Мордовскою, по жителям, новокрещеных из мордвы, построена в два ряда, длиною 188 сажен. А вторая, вниз по Суре — Ясашною — по жителям её, построена в один ряд, длиною 250 сажен, в последней более жила находится, и присутственные места помещены в построенных на время деревянных домах.

Герб города Котякова выглядел так: «Три зелёные горы в голубом поле, которые в натуре в самом деле при сём городе находятся, апробован и пожалован по докладу Правительствующего сената 1780 года декабря 22 Екатериною II».

### Описание Котякова
«Когда селение здесь заведено, точных сведений нет; имя ж получило оно от первого жителя, перешедшего из деревни Нелитовой — Котяка. Город учрежден в нём по имянному великие императрицы Екатерины II указу 1780 года сентября от 15 числа для уездного правительства. И вследствие оного высочайшего указа в 1781 году января 22 дня открыты в нём присутственные места: Уездный суд, Дворянская опека, Городническое правление, Нижний земский суд и Уездное казначейство; государственные крестьяне ведомы судом в Алатырской нижней расправе. Знатных зданий, монастырей и городового укрепления в нём нет, кроме деревянной церкви в нижней слободе во имя архистратига Михаила. Казённых временных строений: присутственные места — деревянные, построены в 782 году; выход денежной деревянный, а когда построен сведения нет; винный выход деревянной же, построен в 782 году; соляных амбаров деревянных кладовых 5, а в шестой для продажи; деревянная богадельня 1, питейный дом 1. Прочного ж строения, по новости губернии и по неапробации городу плана, ещё не устроено. Обывательских в городе крестьянских дворов — 60. Впрочем — гостинного двора, фабрик, заводов и лавок нет; мельниц мучных по реке Горенке десять. В городе Котякове приход 1 и при нём священно и церковнослужителей 4 человека. Город населен ясашными крестьянами, бывшими наперед ведомства Казанской губернии Симбирского уезда, все они греческого исповедания. По третьей ревизии состояло мужеска 142, женска 96 душ; из оного числа записавшихся в мещанство: мужеска 10, женска 11 душ; мещан мужеска 15, женска 14, дворовых людей за неимеющими деревень мужеска 17, женска 15, крестьян ясашных русских мужеска 46, женска 42; из мордвы новокрещены мужеска 118, женска 135; экономических крестьян мужеска 2, женска 4; церковнослужителей штатных 4, заштатных 7, женска 8; итого вошедших в перепись, мужеска 210, женска 218 душ. Торгов и промыслов никаких не имеет, в упражняясь в хлебопашестве, и пропитание своё от него имеют. Хлеб свой возят на продажу в Карсун и в село Промзино Городище. До 1774 года доставляли здесь в осеннee время охру, которую отправляли водой в Казань, в Москву и в другие города, но ныне промысел сей оставлен. Ярмарок и базаров не бывает, а по времени, когда умножится здесь купечество, то может быть, изрядная для судов пристань в рассуждении удобной погрузки товаров, которая ныне за убожеством жителей сего городa, находится в селе Промзине Городищe, лежащей в 20 верстах вниз по Суре. Фабрик и заводов нет. Нужные для пропитания и жития вещи достают из Карсуна и Котяковской округи, из села Промзина Городища. В огородах своих садят и сеют: капусту, огурцы, свеклу, редьку, лук и морковь". Взошедший на Российский престол осенью 1796 года Император Павел I провёл губернскую реформу и указом от 12 декабря 1796 года переименовал Симбирское наместничество в губернию и упразднил Котяковский, Тагайский и Канадейский уезды. А города Котяков, Тагай и Канадей превратил в села — «в упразднённые города». После упразднения наместничества Котяково становится «заштатным городом». Его жители, ничем не отличаясь от крестьян соседних сёл и деревень, занимались хлебопашеством, а некоторые работали на сурских пристанях».

## Исторические достопримечательности
- Земляное укрепление (вал полукольцом) XVII века. Вероятно, построено во времена Разинского восстания 1670—1671 гг.
- Церковь Архангела Михаила[12][13][14][15][16]. Первая церковь в Котяково, была построена в 1671 году. В 1860 году обветшавший храм был разобран и «возобновлён» в прежнем облике из новых материалов[17]. Церковь с престолом во имя Архистратига Божия Михаила, располагалась на главной площади села, у кромки высокого коренного берега Суры, с которого открывался прекрасный вид на долину реки и засурские дали. Установленная на кирпичном цоколе церковь была срублена в «обло» из протёсанных с внутренней стороны брёвен и обшита тёсом. Здание представляло собой традиционный тип трёхчастной трапезной церкви, которая состояла из квадратного в плане храма — «четверика», с аспидой (утрачена) и колокольни. Прихожанами церкви были: в селе Котякове в 124 дворах 414 мужчин и 402 женщины; в деревне Русская Голышевка в 32 дворах, 98 мужчин и 115 женщин; сверх того в селе были раскольники австрийского толка 11 мужчин и 8 женщин. Сейчас церковь заброшена и стремительно разрушается. Верхние ярусы и завершения колокольни и храма, а также кровля трапезной утрачены.
- Памятник воинам-односельчанам, погибшим в Великую Отечественную войну, расположен на центральной площади села[18][19].